# Енрико Масијас
Гастон Гренасија (фр. Gaston Ghrenassia; 11. децембар 1938), познатији под уметничким именом Енрико Масијас (фр. Enrico Macias), француски је певач и текстописац алжирског и јеврејског порекла.

## Дискографија
Студијски албуми
- 1983: Deux ailes et trois plumes
- 1984: Générosité
- 1987: Enrico
- 1989: Le vent du sud
- 1991: Enrico
- 1992: Mon chanteur préferé
- 1993: Suzy
- 1994: La France de mon enfance
- 1995: Et Johnny Chante L'amour
- 1999: Aie Aie Aie Je T'Aime
- 1999: Hommage à Cheikh Raymond
- 2003: Oranges amères
- 2005: Chanter
- 2006: La Vie populaire
- 2011: Voyage d'une mélodie
- 2012: Venez tous mes amis!
- 2016: Les clefs
- 2019: Enrico Macias & Al orchestra